# Ty Miller
Ty Wesley Miller (ur. 26 września 1964 w Granada Hills w stanie Kalifornia) – amerykański aktor telewizyjny i filmowy.
Obronił tytuł bachelor’s degree na wydziale biznesu z University of Southern California. Wystąpił m.in. w operze mydlanej ABC Szpital miejski (General Hospital) oraz serialu ABC Młodzi jeźdźcy (The Young Riders, 1989-92) jako The Kid.

## Filmografia

### Filmy fabularne
- 1988: Slaughterhouse Rock jako Marty
- 1989: Not Quite Human II (TV) jako Austin, autobusowy punk
- 1990: Mojej córce (To My Daughter, TV) jako Bobby Carlston
- 2000: Komando Foki atakuje (U.S. Seals) jako A.J.

### Seriale TV
- 1986: Spokojna ulica (Easy Street) jako Max
- 1987: Hotel jako Eric Lloyd
- 1987: Dzieciaki, kłopoty i my (Growing Pains) jako Hadley Barnes
- 1987: Our House jako Spiers
- 1987: Valerie jako Eric
- 1988: Autostrada do nieba (Highway to Heaven) jako Louis (17 lat)
- 1989-92: Młodzi jeźdźcy (The Young Riders) jako The Kid
- 1994: Melrose Place jako Rob
- 1994: Z Archiwum X jako Lyle Parker
- 2002–2008: Bez śladu (Without a Trace) jako agent FBI
- 2005: Bez skazy (Nip/Tuck) jako pilot